# Житово (Андреапольский район)
Житово  — деревня в Андреапольском районе Тверской области. Входит в Хотилицкое сельское поселение.

## География
Расположена примерно в 9 верстах к юго-востоку от села Хотилицы. Находится на юго-западном берегу озера Житово. 

## История
В конце XIX - начале XX века усадьба Житово в Торопецком уезде Псковской губернии.

## Население
| 2002 | 2010 |
| ---- | ---- |
| 0    | →0   |